# Timelord
Timelord est un groupe américain de heavy metal, originaire de Springfield, Virginie, actif entre 2005 et 2008.

## Histoire
Le groupe est formé en janvier 2005 par le guitariste Aaron Richert, et le guitariste et chanteur Matt Aub. Peu de temps après, le batteur Rick Hodes et le bassiste Joe Konczal rejoignent le groupe pour compléter la formation. Après avoir enregistré les premières chansons, le groupe enregistre son premier album, Regeneration, qui sort en 2007 sur Shrapnel Records,. En 2008, le groupe joue au Keep It True. Le groupe ne semble plus actif depuis la fin des années 2000.

## Style musical
Le groupe joue du power metal progressif, qui présente parfois de forts emprunts au thrash metal.

## Discographie
- 2005 : Dawn of Dissent (EP)
- 2007 : Regeneration (album, Shrapnel Records)